# Krokeés
Krokeés (en griego: Κροκεές, llamado antes de 1927 Λεβέτσοβο Levetsovo) es un pueblo de Grecia (antes un municipio) situado en la periferia de Peloponeso, de 2.824 habitantes según los datos del censo de 2001.
Perdió la condición de municipio en la reforma administrativa del Programa Calícrates en vigor desde enero de 2011, y ahora forma parte del municipio de Eurotas.